# Gian Simmen
Gian Simmen (Coira, 19 de febrero de 1977) es un deportista suizo que compitió en snowboard, especialista en la prueba de halfpipe.
Participó en tres Juegos Olímpicos de Invierno, entre los años 1998 y 2006, obteniendo una medalla de oro en Nagano 1998, en la prueba de halfpipe.

## Medallero internacional
| Juegos Olímpicos | Juegos Olímpicos | Juegos Olímpicos | Juegos Olímpicos |
| Año              | Lugar            | Medalla          | Competición      |
| ---------------- | ---------------- | ---------------- | ---------------- |
| 1998             | Nagano (Japón)   | Medalla de oro   | Halfpipe         |